# Stora Delsjön
Stora Delsjön är en sjö i Göteborgs kommun i Västergötland och ingår i Göta älvs huvudavrinningsområde. Sjön är 22,5 meter djup, har en yta på 1,2 kvadratkilometer och befinner sig 69,5 meter över havet.

## Delavrinningsområde
Stora Delsjön ingår i det delavrinningsområde (640156-127600) som SMHI kallar för Utloppet av Stora Delsjön. Medelhöjden är 81 meter över havet och ytan är 4 kvadratkilometer. Räknas de 2 avrinningsområdena uppströms in blir den ackumulerade arean 9,17 kvadratkilometer. Vattendraget som avvattnar avrinningsområdet har biflödesordning 4, vilket innebär att vattnet flödar genom totalt 4 vattendrag innan det når havet efter 14 kilometer. Avrinningsområdet består mestadels av skog (57 %) och öppen mark (13 %). Avrinningsområdet har 1,21 kvadratkilometer vattenytor vilket ger det en sjöprocent på 30,2 %.

## Bilder

Stora Delsjön
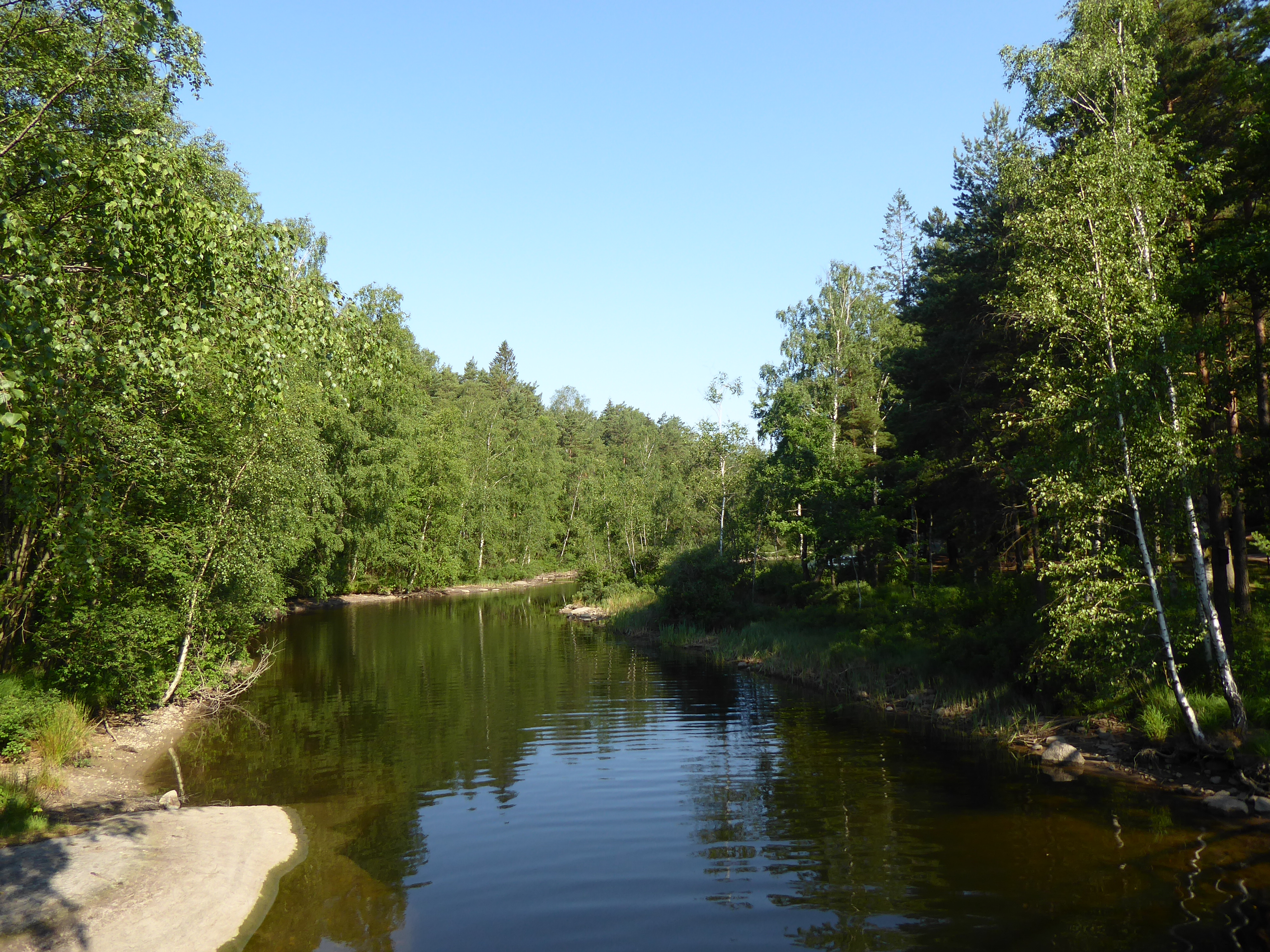
Förbindelsen mellan Lilla och Stora Delsjön, riktning NW, den 27 juni 2020.
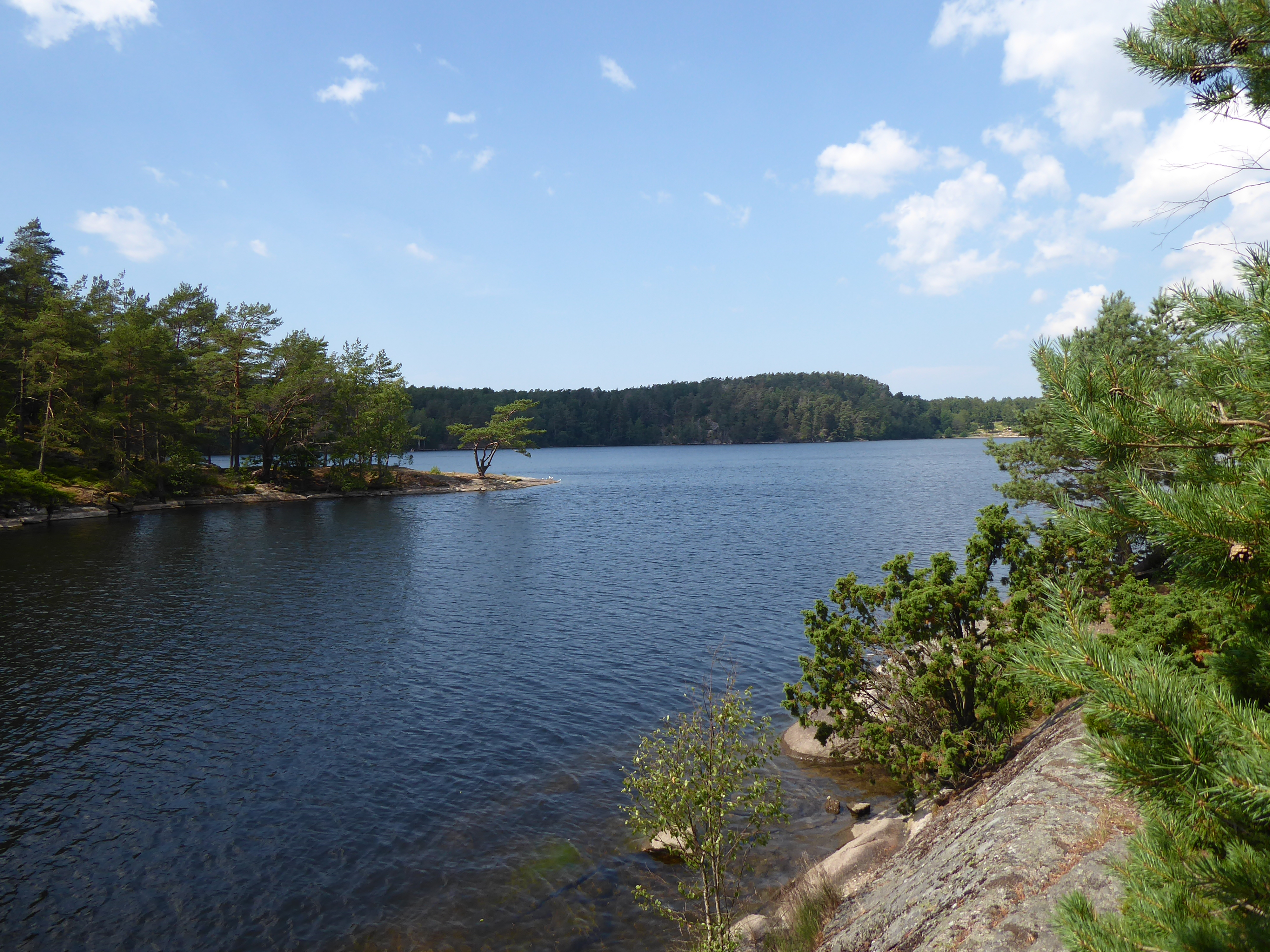
Sundet mellan Delhuvudet och Brattklevs udde, Stora Delsjön, 26 juni 2020.
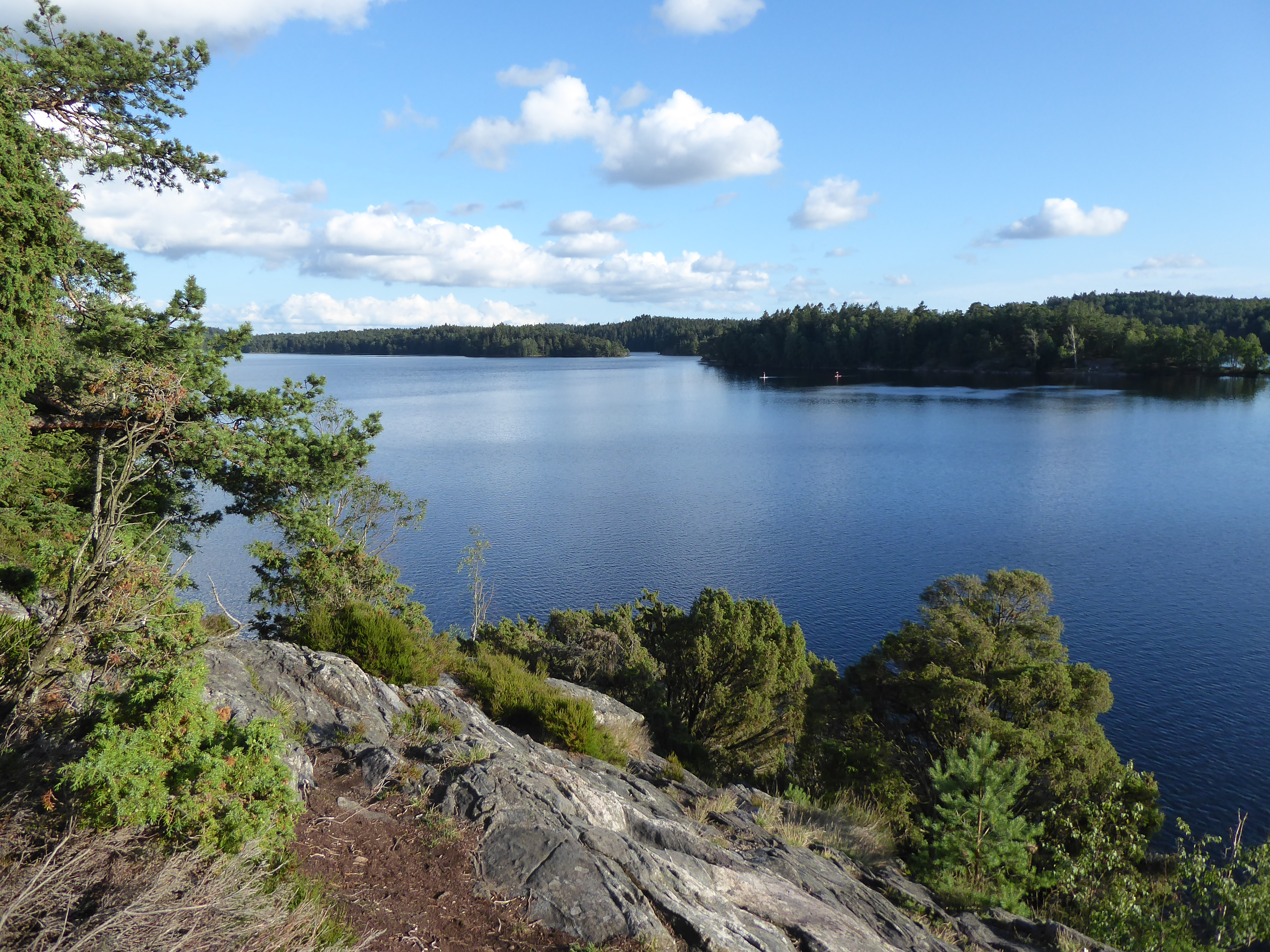
Stora Delsjön från branten i NE, riktning SE, 9 juli 2020.
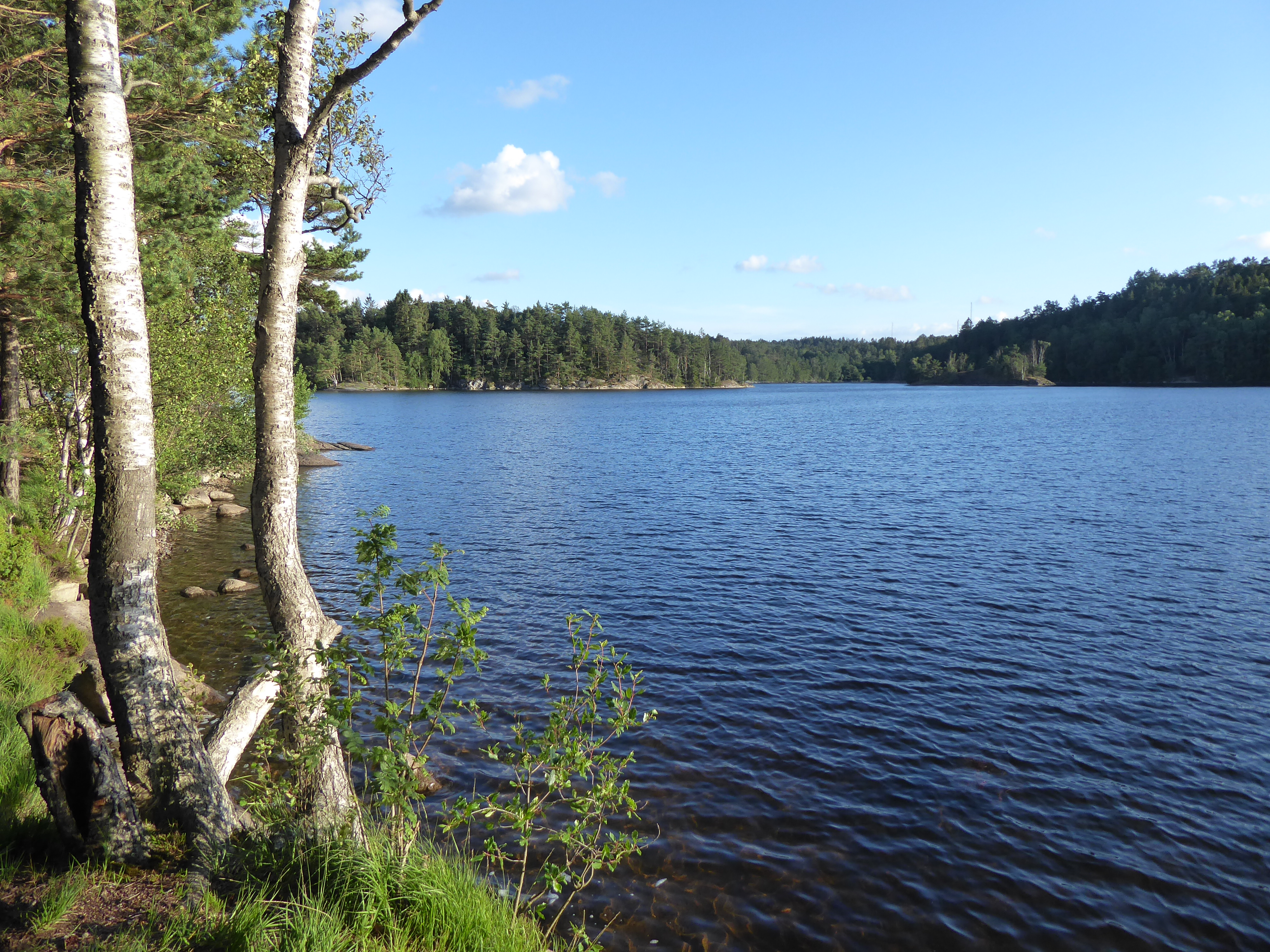
Stora Delsjön från landtungan Stora Torps tånge, riktning S, 9 juli 2020.
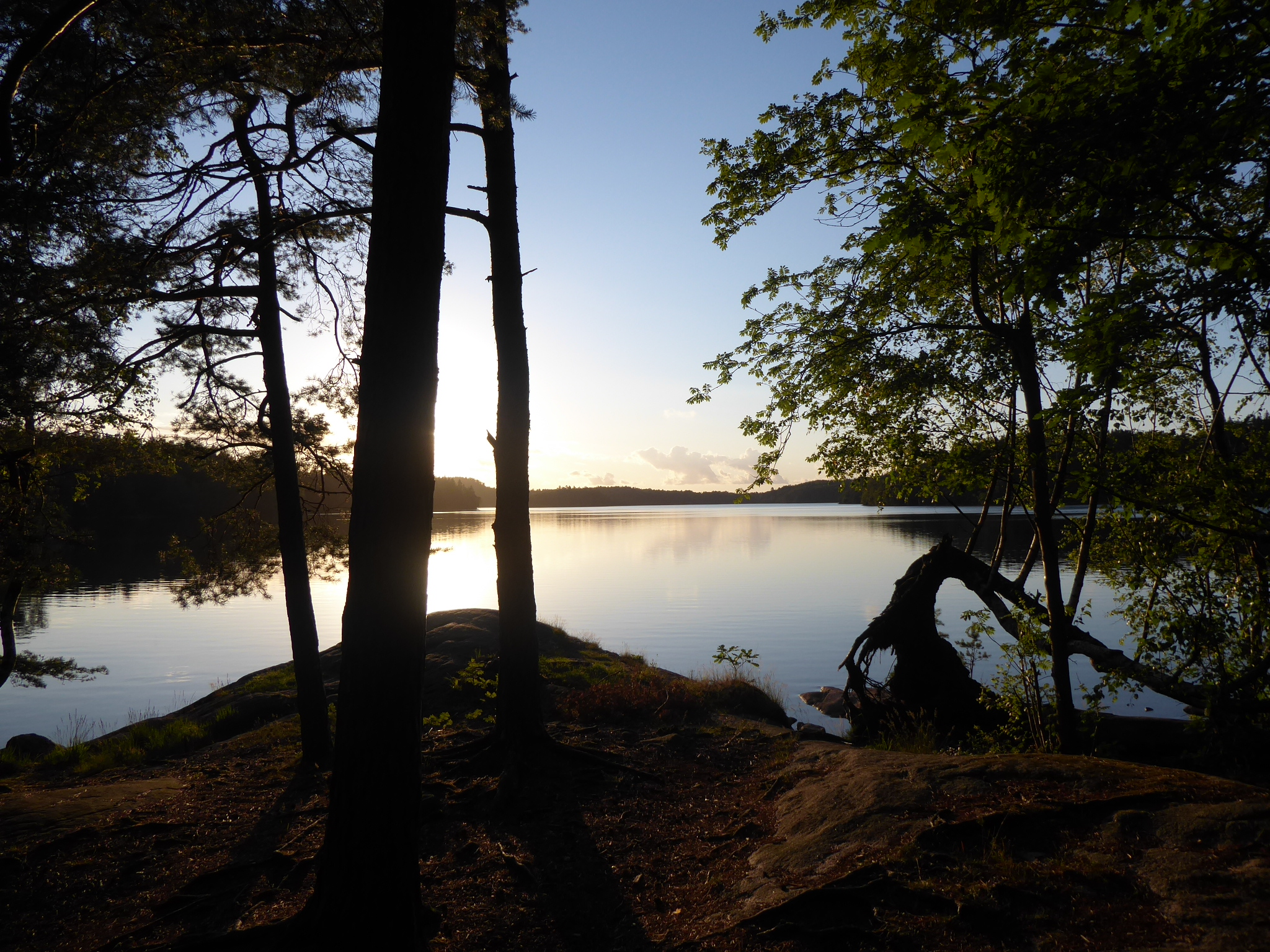
Solnedgång vid Stora Delsjön, från SE, 9 juli 2020.